# 周德熙
周德熙，CBE，GBS（1943年1月26日—），香港政府前官員。
1990年，曾一度由衛生福利司降任貿易署署長，以一句「退一步海闊天空」回應，一年後再度擔任工商司司級職位。其後歷任文康廣播司、工商局局長等職。
2002年，董建華實行主要官員問責制，一度傳出將出任廉政專員，但最終因其不願擔任常任秘書長，又未安排出任問責局長，最終離開政府，退出政壇。

## 簡歷
其祖籍海南文昌，為本港著名瓊籍企業家及僑領周雨亭的後代
- 1967年[1]：畢業於香港大學，修讀經濟學榮譽學士[1]
- 1967年7月：加入政府行政主任職系，為二級行政主任
- 1968年8月：轉任貿易主任職系
- 1972年8月：晉升高級貿易主任
- 1975年5月：晉升首席貿易主任
- 1977年7月：晉升工商署助理署長
- 1979年7月：晉升工商署副署長
- 1979年9月：派駐日內瓦出任參贊（香港事務）
- 1982年7月：轉職政務職系，職級為首長級乙級政務官
- 1984年3月：副衛生褔利司
- 1985年11月：政務總署副港九政務署長
- 1986年4月：政務總署港九政務署長
- 1986年9月：晉升首長級乙一級政務官
- 1988年3月：晉升首長級甲級政務官
- 1988年10月：衛生福利司
- 1990年1月：貿易署長
- 1991年5月：工商司
- 1993年3月：晉升布政司署司級政務官
- 1995年11月：文康廣播司
- 1997年7月：文康廣播局局長
- 1998年3月：工商局局長
- 2002年7月：休假，沒有實任職位
- 2002年9月：開始退休前休假
- 2002年9月：受薦擔任中華人民共和國對外經濟貿易部世界貿易組織資訊專家

## 家庭
現任妻子為前香港灣仔區議會主席黃英琦，婚後育有1子1女。

## 榮銜
- CBE，(1995年)
- GBS, 金紫荊星章 (2002年)[2]